# Entronque de Herradura
Entronque de Herradura es uno de los trece consejos del municipio de Consolación del Sur, y está situado geográficamente en el nordeste del municipio de la Provincia de Pinar del Río. Fue fundado en 1907 y, según las estadísticas del último censo, tiene una población de casi 9900 habitantes. La extensión territorial de este consejo es de 59,84 km² —todo en superficie firme— y, cuya demarcación, el 81% es cultivable. Las viviendas e infraestructuras cubre una pequeña porción del territorio, sólo el 3% de su área, con unas 3349 unidades de viviendas, el resto está cubierto por montes y cuerpos de aguas superficiales; o sea, son áreas ociosas. 
Entronque de Herradura es un territorio más o menos extenso con una población estable, históricamente constituido con una organización económica, social, política y culturalmente definida que forma parte y se supedita de alguna manera a una estructura mayor, superior o más compleja.

## Historia
En 1907, Arturo García, conocido como Arturo Miseria, compró los cuadrantes o esquinas a la hacienda de Herradura, perteneciente en esos momentos al estadounidense Thomas Hodgkiss Hamsx Silson. Construyó la primera casa de la comunidad de yaguas y guano en el cuadrante sudoeste. Posteriormente, en 1908, Jaime Galcerán adquierie el cuadrante noroeste y construye una casa de madera y tejas criollas. 
En 1910, Leonardo Cairo, adquirió el cuadrante sudoeste y construyó una vivienda a la cual anexó una farmacia. Ya a partir del próximo año la comunidad contó con su primera maestra, la señora Manuela Sánchez —quien fundó la primera escuela— enseñando a hembras y varones de primero a sexto grado. Durante los años 1909 a 1911 bajo la presidencia de José Miguel Gómez, se comenzó a empedrar el camino real con la cooperación de todos los vecinos según el tramo que le correspondía. Las piedras se movían o se cargaban a mano, carros de caballo y carretones las mismas se colocaban y apisonaban con un cilindro, única máquina que existía para esa labor, a la sazón. En 1918, Julián Díaz adquirió el cuadrante nordeste donde construyó su vivienda. A los pocos años decidió mudarse para el kilómetro 3 carretera a Herradura y deja la casa a un cuñado, por último la vendió. En 1922, la localidad de Entronque de Herradura pertenecía a cuatro grandes personalidades, dueños de los cuadrantes fortalecidos económicamente y distribuidos de la siguiente forma: cuadrante noroeste perteneció a Caridad Díaz; cuadrante nordeste, a Julián Díaz; cuadrante sudoeste, a Lauro Pérez; cuadrante sudeste, a Leonardo Cairo. En 1929 llegó al poblado la buena noticia que pronto el camino empedrado sería asfaltado, se contaría con la primera carretera y así llegarían los adelantos tecnológicos al poniente de la Isla. A partir de 1931 con la construcción de la carretera Central el panorama comenzó a cambiar, se multiplicaron los comercios y las viviendas. En 1947, se develó el primer busto de José Martí en la comunidad.
El servicio eléctrico llegó al poblado en 1949, la misma trajo consigo adelantos para toda la comunidad, permitiendo la iluminación pública y de la población, además, se logró avances tecnológicos en la fábrica de conservas Galcerán que posibilitó procesar toda la materia prima de la zona. Asimismo, la creación del cine, las carpinterías y nuevas sierras.
La comunicación con San Andrés no ocurrió antes del 1959, sólo existía el camino real que se ponía intransitable en la época de lluvias.

### Participación en las luchas clandestinas en la etapa revolucionaria

Bandera del Movimiento 26 de Julio.

El Movimiento 26 de Julio surge en la localidad muy ligado al Partido Ortodoxo. Felicita Coro Cordero, combatiente de la lucha clandestina y miembro de éste y, compañera en vida de José Rafael Coro Martín, coordinador de dicho movimiento. Una de sus figuras representativas narra: que ambos ingresaron en 1951 al Partido Ortodoxo de Eduardo Chibás utilizando una parte de su vivienda como oficina y centro de afiliación, hoy casa mencionada con la dirección de la calle 20 # 1514. Felicita Coro era la que atendía la oficina como activista, éstas fueron visitadas por René Anillo y Rafael Dominador Pérez Silveira, representantes del Partido Ortodoxo por la Provincia de Pinar del Río. A 90 días de efectuarse las elecciones de dicho partido, Fulgencio Batista, da el Golpe de Estado el 10 de marzo de 1952. Este hecho permitió el surgimiento de la Generación del Centenario en 1955 y el Movimiento 26 de Julio, a raíz de la salida de los asaltantes del Moncada. Simultáneamente, el matrimonio, es decir, José Rafael y Felicita, se incorporan al movimiento cuya consigna era «¡Libertad o Muerte!». Se le dio la misión a José Suárez Blanco conocido como Pepe Suárez de Artemisa y asaltante del Cuartel Moncada de atender la provincia y a Danilo Crespo el municipio; ambos, hicieron contacto en la zona estableciendo como coordinador a José Rafael Coro e incorporándose además: Antonio Coro Martín, Luís Junco, Mario Benítez Benítez, Gregorio Acosta Paredes, Andrés Benítez, Faustino Prieto, Carito Labrador, Tomás Cruz, Ángel Hernández, Aurora Benítez, Elia Mesa, Isabel Guzmán, Eladio Guzmán, Ricardo Coro y Manuel Prieto.
Es bueno destacar que durante los preparativos para el asalto al Moncada, se realizaron múltiples actividades tales como: la venta de bonos del 26 de Julio de $10.00, $5.00, $2.00 y $1.00, la confección de banderas del 26 de Julio, poner petardos, regar puntillas por las calles, etc.
En la Sierra de los Órganos se organizó un frente cuyo jefe principal era el comandante Derminio Escalona, entre otros, como Jesús Suárez Gayol, el Rubio, combatiente en las Guerrillas bolivianas. Le sirvieron como guías de la zona: Ramón y Lorenzo Martínez. De la finca Reina Chiquita se le enviaban ropas, medicinas, comida y armas. Estas operaciones estaban dirigidas por Tomás Orlando Díaz López, Capitán Tomás; asimismo, en esta se escondieron revolucionarios. Posteriormente, se Incorporaban a la guerrilla de la Sierra de los Órganos. El M-26-7 le dio la misión a José R. Coro y a Evelio Rodríguez de conducir un camión de mercancía con un valor de $500.00 el cual debían pasarlo por el crucero de Inclán perteneciente al municipio de Los Palacios para ser entregado a Danilo Crespo y Rodolfo Junco en la Loma del Toro, posteriormente enviarlo al frente guerrillero dirigido por Juan Palacios. Esta misión fue un éxito en todos los sentidos, sucesivamente fueron asignadas otras misiones cómo recoger enfermos, trasladar armas, medicamentos y combatientes.
Durante esta etapa fueron múltiples las detenciones, registros y asesinatos como fue el caso de Jesús Suárez Soca, Chunguito. Por sus múltiples actividades José R. Coro Martín es detenido y conducido al Vivac (actual Poder Popular) de Consolación del Sur, donde lo retuvieron por un espacio de 60 días, al salir tiene que abandonar la provincia pues esbirros y asesinos de la talla de Cheo, Menocal y Vigoa rondaban el municipio en busca de los revolucionarios que tenían en sus listas. Es bueno destacar que después del triunfo revolucionario Vigoa y Cheo fueron ajusticiados mientras Menocal trató de escapar por la playa Dayanigua y, al verse perdido, se suicidó. El M-26-7 estaba conformado en el barrio de las Lajas de Entronque de Herradura, por célula de 5 personas. El frente tenía el nombre Frente Coordinador 26 de Julio: su jefe principal era José R Coro Martín; al frente de acción y propaganda, estaba Felicita Coro Cordero; acción y sabotaje, Sabino Benítez y Doroteo González; tesorero, Evelio Rodríguez Morales
Otros
Leandro García Coro, María Moreno, Félix Cruz.
Cooperación
La tela verde olivo la vendía Emilio Crespo Iglesias en la tienda donde trabajaba Martha. Esta se trasladaba a la casa de José Amado de la Rosa Suárez, allí confeccionaban los uniformes Elia Mesa y Aurora Benítez, ambas, miembros del M-26-7, para después ser trasladados por Sabino y Evelio a la cordillera. Las telas para las banderas del movimiento —roja y negra— también eran vendidas por Emilio, Aurora, Elia e Isabel. Las cuales eran las encargadas de su confección.

## Geografía
El consejo de Entronque de Herradura: está situado geográficamente en la parte nordeste del municipio Consolación del Sur, y abarca una porción de la llanura occidental y otra montañosa perteneciente a la Cordillera de Guaniguanico. Limita al norte con los municipios de La Palma y Los Palacios, al este con el consejo El Canal, por el sur con el consejo de Herradura y por el oeste con el consejo del Crucero de Echeverría. 

### Relieve
El relieve que predomina es de alturas con algunas porciones llanas en la parte sur.

### Clima
Las condiciones climáticas del territorio no difieren con la del país, siendo un clima tropical húmedo con dos épocas bien definidas, una de seca y una de lluvia: la primera comprendida de noviembre a abril y la segunda de mayo a octubre, siendo el mes más lluvioso junio y el más seco diciembre.
La temperatura media es de 24.7 grados Celsius, el mes más frío es enero y el más cálido es agosto.
| Parámetros climáticos promedio de Entronque de Herradura, Pinar del Río, Cuba | Parámetros climáticos promedio de Entronque de Herradura, Pinar del Río, Cuba | Parámetros climáticos promedio de Entronque de Herradura, Pinar del Río, Cuba | Parámetros climáticos promedio de Entronque de Herradura, Pinar del Río, Cuba | Parámetros climáticos promedio de Entronque de Herradura, Pinar del Río, Cuba | Parámetros climáticos promedio de Entronque de Herradura, Pinar del Río, Cuba | Parámetros climáticos promedio de Entronque de Herradura, Pinar del Río, Cuba | Parámetros climáticos promedio de Entronque de Herradura, Pinar del Río, Cuba | Parámetros climáticos promedio de Entronque de Herradura, Pinar del Río, Cuba | Parámetros climáticos promedio de Entronque de Herradura, Pinar del Río, Cuba | Parámetros climáticos promedio de Entronque de Herradura, Pinar del Río, Cuba | Parámetros climáticos promedio de Entronque de Herradura, Pinar del Río, Cuba | Parámetros climáticos promedio de Entronque de Herradura, Pinar del Río, Cuba | Parámetros climáticos promedio de Entronque de Herradura, Pinar del Río, Cuba |
| Mes                                                                           | Ene.                                                                          | Feb.                                                                          | Mar.                                                                          | Abr.                                                                          | May.                                                                          | Jun.                                                                          | Jul.                                                                          | Ago.                                                                          | Sep.                                                                          | Oct.                                                                          | Nov.                                                                          | Dic.                                                                          | Anual                                                                         |
| ----------------------------------------------------------------------------- | ----------------------------------------------------------------------------- | ----------------------------------------------------------------------------- | ----------------------------------------------------------------------------- | ----------------------------------------------------------------------------- | ----------------------------------------------------------------------------- | ----------------------------------------------------------------------------- | ----------------------------------------------------------------------------- | ----------------------------------------------------------------------------- | ----------------------------------------------------------------------------- | ----------------------------------------------------------------------------- | ----------------------------------------------------------------------------- | ----------------------------------------------------------------------------- | ----------------------------------------------------------------------------- |
| Temp. máx. media (°C)                                                         | 29                                                                            | 30                                                                            | 32                                                                            | 33                                                                            | 34                                                                            | 34                                                                            | 34                                                                            | 34                                                                            | 33                                                                            | 31                                                                            | 31                                                                            | 29                                                                            | 32                                                                            |
| Temp. mín. media (°C)                                                         | 5                                                                             | 10                                                                            | 8                                                                             | 17                                                                            | 17                                                                            | 19                                                                            | 21                                                                            | 22                                                                            | 21                                                                            | 17                                                                            | 13                                                                            | 13                                                                            | 15.3                                                                          |
| Precipitación total (mm)                                                      | 69                                                                            | 24                                                                            | 30                                                                            | 45                                                                            | 48                                                                            | 132                                                                           | 69                                                                            | 120                                                                           | 81                                                                            | 87                                                                            | 39                                                                            | 21                                                                            | 765                                                                           |
| Fuente: The Weather Channal forecast Tiempo Enero 2011                        |                                                                               |                                                                               |                                                                               |                                                                               |                                                                               |                                                                               |                                                                               |                                                                               |                                                                               |                                                                               |                                                                               |                                                                               |                                                                               |

### Hidrografía
Embalse del Patate está situado a tres km al sudoeste del pueblo de Entronque de Herradura y cuenta con un espejo 7.5 km² con un volumen de 44.7 millones de metros cúbicos de aquas, represando las del río Santa Clara.

## Demografía
Su población es de unos 9828 habitantes con una densidad de 164,24 habitantes por km². La población está distribuida de la siguiente forma: un 78.8% viven en zona urbana que representa un total 7428 habitantes y un 21.1% viven en zona rurales con un total de 1987 habitantes. Cuenta con un total de 3349 unidades de vivienda; de ella el 77.4% son urbanas y un 22.6% están apartada en zona rurales.

### Población Infantil
| Edad   | Urbano | Rural | Montaña | Total |
| ------ | ------ | ----- | ------- | ----- |
| 2 a 6  | 465    | 100   | 15      | 565   |
| 7 a 13 | 722    | 164   | 16      | 886   |

## Economía

### Recurso naturales
El principal recurso de este consejo es el suelo —con una extensión territorial de 59.84 km² de la cual el 81% es cultivable—. Siendo su principal exponente, cultivos varios, dedicándose a la siembra de tabaco, viendas, hortalizas, frutas y también un organónico con condiciones para abastecer a la población. Además, cuenta con una fábrica de piensos, los que en su con junto generan una alta productividad agrícola e industrial.

## Cultura

### Club
El surgimiento del poblado, requería de un club de recreación para todos los vecinos y es por ello que, en 1955, Jaimito Galcerán, dona el terreno. A partir de ese momento comenzaron a realizarse verbenas, rifas, comparsas, etc.
Todos mayores de edad de raza blanca podían ser socios del club.
Las actividades recreativas que brindaba eran: dominó, cubilete, pimpón, pesas y servicio gastronómico.

### Cine
El primer y único cine se construyó en el cuadrante suroeste en 1950 por Lauro Pérez y Joseíto García en el solar que donó este último. Las proyecciones eran diarias y se cobraba $0.20 a los adultos y $0.10 a los niños. Quien lo inauguró fue Armando Díaz con el nombre de «Teatro Adelfa»

## Educación
La educación surge a medida del propio desarrollo del territorio. La maestra Manuela Sánchez crea la primera escuela en 1911; enseñando a hembras y varones de primero a sexto grado. En 1934, producto al aumento de la población comienza la maestra Berta Díaz; por la que, se abre otra escuela. A partir de esos momentos Manuela empieza dar clase a las niñas y Berta a los varones ambas de primero a sexto grado. En 1947 la maestra Tusnelda Geada crea un aula de primer grado, después desaparece el aula y se hace una escuelita en 1953. En 1948 Digna Valdés, comienza dando clases junto a Berta Díaz, hasta que abre un aula, con los grados cuarto, quinto y sexto. En 1953 se crea una escuela de primero y segundo grados.
Actualmente la comunidad de Entronque de Herradura cuenta con siete escuelas primaria, ubicadas en zona urbanas y rurales: la principal Sierra Maestra y la más populosa de todas —con una matrícula general de 498 estudiantes—, está situada en el cuadrante o esquina sureste, a menos de medio kilómetro del centro del pueblo; carretera a Herradura.

## Salud
A la sazón la comunidad contaba con dos farmacias: la primera construida por Leonardo Cairo en 1910; «hombre instruido que había estudiado la carrera farmacéutica». En 1922, se establece en la comunidad Pedro Miranda, también con profesión farmacéutica y establece la segunda farmacia. La comunidad, en la década del treinta contó con su primer médico Agustín Delgado Díaz, siguiéndole otro nombrado por todos Gargallo. A pesar de que las enfermedades eran múltiples existía una rivalidad entre los médicos y los farmacéuticos por lo que no duraban mucho tiempo. Teniendo que trasladarse los pobladores a Consolación del Sur, o solicitar la visita de los galenos a la localidad.

En la actualidad existen dos farmacias, trece consultorios médicos y un policlínico.

## Creencia religiosa general
Testigos de Jehová y
Metodistas